# فو هاو
فو هاو أو السيدة هاو ( بالإنجليزية: Lady Hao ، حروف صينية مبسطة 妇好، حروف صينية تقليدية:婦好 ، بالبينيين:婦好 ) توفيت 1200 قبل الميلاد، اسم المعبد بعد وفاتها مو شين (母 辛)، كانت واحدة من العديد من زوجات الملك وو دينغ من أسرة شانغ ، كما خدمت كجنرال عسكري وكاهنة عالية وكان ذلك أمر غير معتاد في الصين ولكن ليس في ذلك الوقت.  أدلت أدلة قليلة على تفاصيل حياة فو هاو والإنجازات العسكرية لسلالة شانغ حيث أنه كان قبل اختراع الورق، وربما تكون السجلات قد هلكت على مدار الوقت.
تم اكتشاف قبر فو هاو في ينشو Yinxu من قبل عالمة الآثار تشنغ زهينكسيانج Zheng Zhenxiang،   مع كنوز مثل البرونز واليشم. كان داخل الحفرة دليل على وجود حجرة خشبية طولها 5 متر (16 قدم) وعرضها 3.5 متر (11 قدم) وارتفاعها 1.3 متر (4.3 قدم) تحتوي على تابوت خشبي مطلي باللك منذ أن تفكك بالكامل.  يعد قبر فو هاو أكثر مصدر للتبصر في حياتها، وعلاقتها بالعائلة المالكة، ودورها العسكري وإنجازاتها - حيث أن الأشياء التي دُفنت بها توفر أدلة على أنشطتها واهتماماتها.

## سيرتها الشخصية

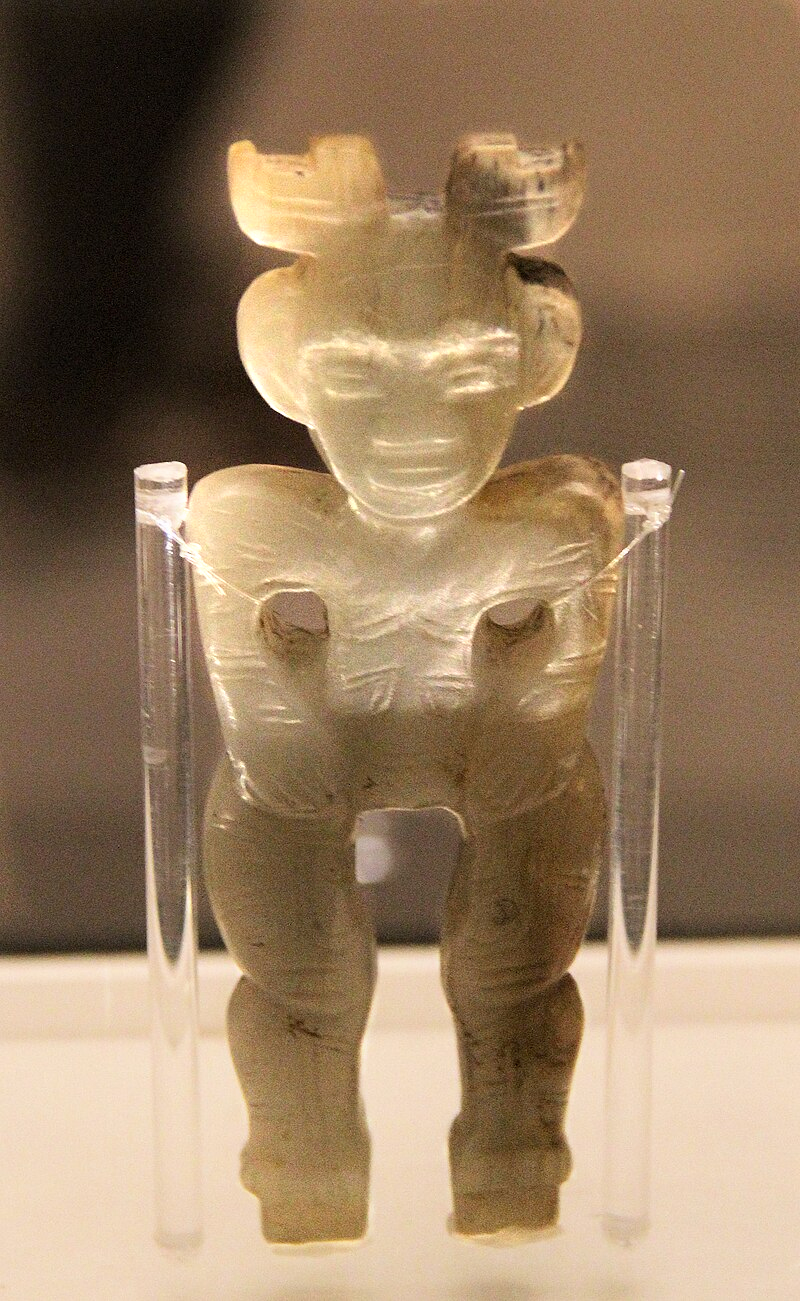
تمثال بشري من اليشم من عهد أسرة شانغ، عُثر عليه في قبر "فو هاو" (توفيت نحو عام 1200 قبل الميلاد). يُرجح أن تصميمه مستمد من ثقافة "سيما-توربينو".

ما هو معروف هو أن الملك وو دينغ زرع ولاء القبائل المجاورة من خلال الزواج من امرأة واحدة من كل منهم. دخلت فو هاو (التي كان يعتقد أنها واحدة من 64 زوجات للملك) الأسرة المالكة من خلال مثل هذا الزواج واستفادت من مجتمع الرقيق شبه الأمومي للارتقاء من خلال الرتب  لتصبح واحدة من رفاق الملك وو دينغ الثلاثة. الآخران هما فو جينغ (妇 妌) وفو شي (妇 嬕)  فو جينغ كانت الملكة الأولى بينما فو هاو كانت الملكة الثانوية. كانت فو هاو أيضًا والدة الأمير تسو جي (祖 己). تُظهِر نقوش أوراكل العظمية اهتمامًا برفاهيتها وقت الولادة.
لكن الدليل على بعض الأفكار غامض، فأنشطة الكهنة والطقوس في الصين لا توجد إلا في عهد أسرة شانغ. لذلك كشف علم الآثار في هذه الأيام عن التاريخ بطريقة مذهلة للغاية. نظرًا لأن كل حرف صيني مثل «فو» 妇 غالبًا ما يكون له معاني متغيرة، حتى أن عظام أوراكل شانج قد تم فك شفرتها، فمن المحتمل أن بعض النساء مثل فو هاو كانت أصلاً كاهنة بدلاً من زوجة الملك والتي صادفت الزواج من الملك لاحقًا. كما أن معنى كلمة الزوجة في بعض السياقات قد يعني بالفعل منصب كاهنة.
فو هاو تملك أرضها. وفقا لعظام أوراكل، فقد قدمت للملك جزية كبيرة مرات عديدة. على الرغم من أن ملك شانغ يمكن أن يتحكم في الأمور الشعائرية، التي كانت أهم نشاط سياسي في تلك الأيام، فإن نقوش عظمة أوراكل تدل على أن وو دينغ قد كلف فو هاو مرارًا وتكرارًا بتوجيه الطقوس الخاصة وتقديم تضحيات للأجداد. قيل من قبل الباحث اللاحق، كان لسلالة شانغ نشاطان مهمان: المسائل الشعائرية والمعارك. لعبت السيدة هاو أدوارا غير عادية في كلا المجالين في ذلك الوقت.

## الدور العسكري والإنجازات
تعرف فو هاو للعلماء الحديثين أساسًا من النقوش على القطع الأثرية لعظام أسرة أوراكل التي اكتشفت في يينكسو.  من هذه النقوش ومن وجود الأسلحة في قبرها، يمكن تحديد أن فو هاو كانت مسؤولة عن العديد من الحملات العسكرية لسلالة شانغ. 
في دورها العسكري، كانت مسؤولة عن قهر أعداء وجيران أسرة شانغ.  حارب الطو فانغ ضد شانغ لعدة أجيال حتى هزتمهم فو هاو في معركة حاسمة واحدة. تبع ذلك حملات أخرى ضد يي وتشيانغ وبا. يتم تذكر الأخير بشكل خاص لكونه أول كمين على نطاق واسع مسجل في التاريخ الصيني.  مع وجود ما يصل إلى 13000 جندي وجنرالات هامة كزهي وهوي قاو الذين كانو يخدمون تحت قوتها، كانت أقوى جنرال في شانج وقتها. 
هذا الوضع غير العادي للغاية تؤكده الأسلحة الكثيرة، بما في ذلك بلطة المعارك الكبيرة، التي تم اكتشافها في قبرها. 
في حين كانت إنجازات فو هاو ملحوظة وفريدة من نوعها، إلا أن نساء أخريات في هذه الفترة كن نشيطات في الأدوار العسكرية. بطريقة مماثلة، كان يُعتقد أيضًا أن فو جينغ خدمت في الجيش بناءً على وجود العديد من الأسلحة والمعدات العسكرية في قبرها. كشفت عظام أوراكل أيضًا عن سجلات لما لا يقل عن ست مئات من النساء المشاركات في الجيش خلال تلك الحقبة. 

## قبرها
ومن اللافت للنظر أنه بعد وفاتها دفنت فو هاو في قبر على أرضها على الجهة المقابلة للنهر من المقبرة الملكية الرئيسية، على الرغم من أن العائلات الملكية عادة ما كانت تكون مدفونة معًا. توفيت عن عمر يناهز 33 عامًا، قبل وقت طويل من وفاة الملك وو دينغ، الذي بنى قبرها في عاصمته يين .
نظرًا لموقعها، فإن مقبرة السيدة هاو هي مقبرة شانغ الملكية الوحيدة التي تركت دون أن يلاحظها أحد، ولم تسلب أو تنهب، مما يعطي رؤى فريدة في حياتها وممارسات الدفن في ذلك الوقت. قدم الملك في وقت لاحق العديد من التضحيات على أمل الحصول على مساعدتها الروحية لهزيمة غونغ المهاجمة، والتي هددت بالقضاء على شانغ تماما. هذا يدل على تفضيله الكبيرة تجاه هاو وبعد وفاتها.  تم اكتشاف القبر من قبل علماء الآثار في عام 1976 وهو مفتوح الآن للجمهور.
كان القبر نفسه عبارة عن حفرة أبعادها 5.6 × 4 أمتار (18 × 13 قدمًا) تحتوي على حفرة أصغر طولها 5 أمتار (16 قدمًا) وعرضها 3.5 متر (11 قدمًا) وارتفاعها 1.3 مترًا ويوجد هيكل خشبي بارتفاع (4.3 قدم) بداخله. كان الداخل مليئ بتضحيات الدفن والثروة التي تدل على مكانة السيدة هاو الرائعة.
تم دفنها مع كبيرة ومتنوعة من الأسلحة مما يدل على وضعها العسكري المهم، حيث تم دفن المحاربين والجنرالات فقط بمثل هذه الأشياء. بالإضافة إلى ذلك، كان فو هاو محاطًا بمئات من الأشياء البرونزية واليشم والعظام والحجر مثل التماثيل والأوعية والمرايا، والكثير منها أشياء نادرة من جميع أنحاء المملكة. هذه الأشياء هي بعض من أفضل الأشياء المحفوظة منذ تلك الفترة الزمنية. تعد الأوعية البرونزية للأضحية وقواقع السلاحف التي أعدتها فو هاو المكتشفة في قبرها دليلًا إضافيًا على وضعها ككاهنة عالية وعجلة أوراكل.  كما جرت العادة خلال عهد أسرة شانغ، تم دفن فو هاو مع 16 ذبيحة بشرية وستة كلاب. 

### محتويات القبر
في المجموع، تم دفن فو هاو بـ: 
- 755 أشياء من اليشم
- 564 قطعة عظمية، بما في ذلك ما يقرب من 500 دبابيس شعر عظمية وأكثر من 20 رأس سهم عظمي
- 468 قطعة برونزية، بما في ذلك 130 قطعة سلاح و 23 أجراس و 27 سكاكين و 4 مرايا و 4 نمور أو رؤوس نمر
- 63 الأشياء الحجرية
- 5 أشياء عاجية
- 11 قطعة فخار
- 6900 قطعة من الودع (التي استخدمها شانغ كعملة)
- 16 تضحيات بشرية
- 6 كلاب